# Kasematten Wiener Neustadt

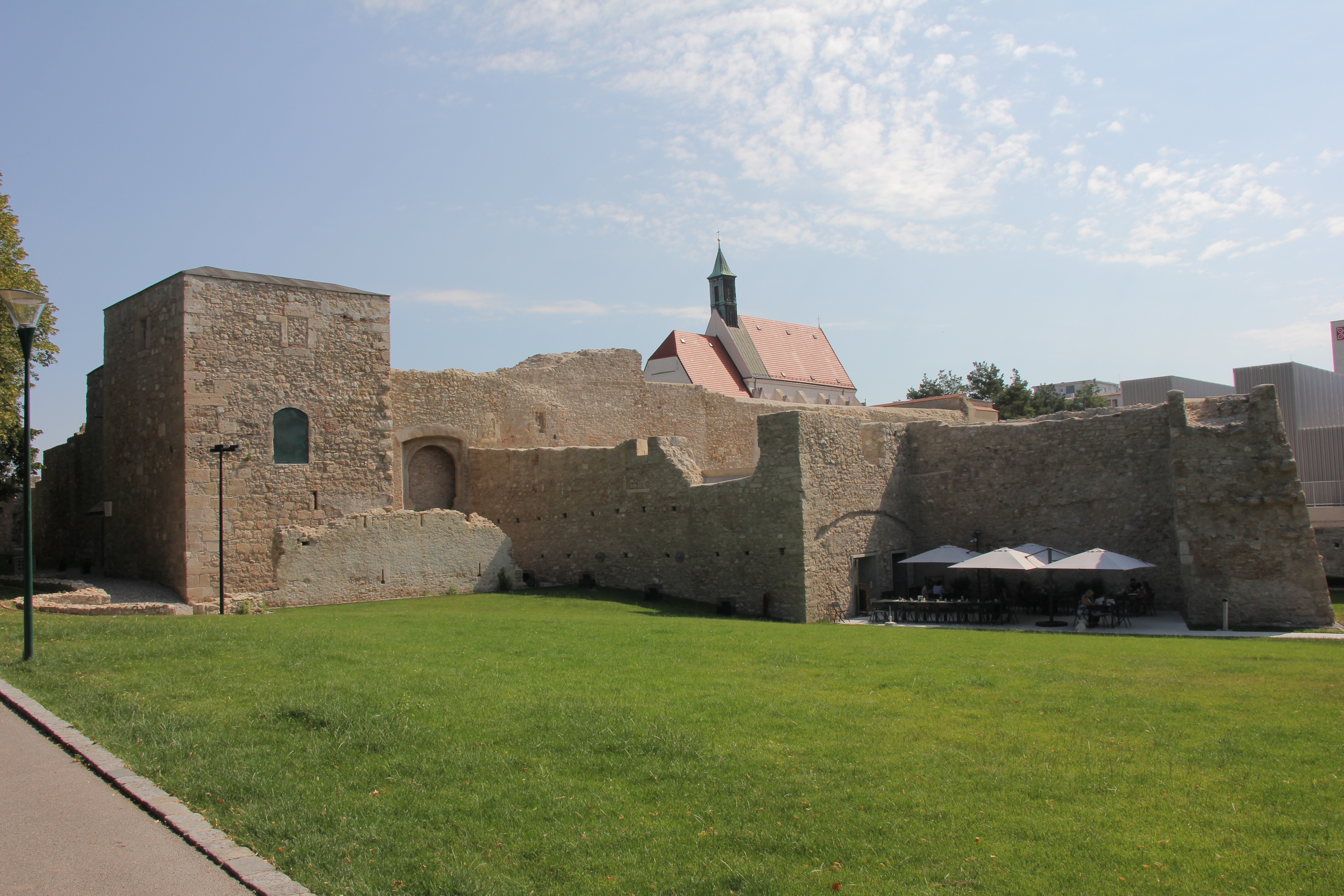
Kasematten Wiener Neustadt (2019)

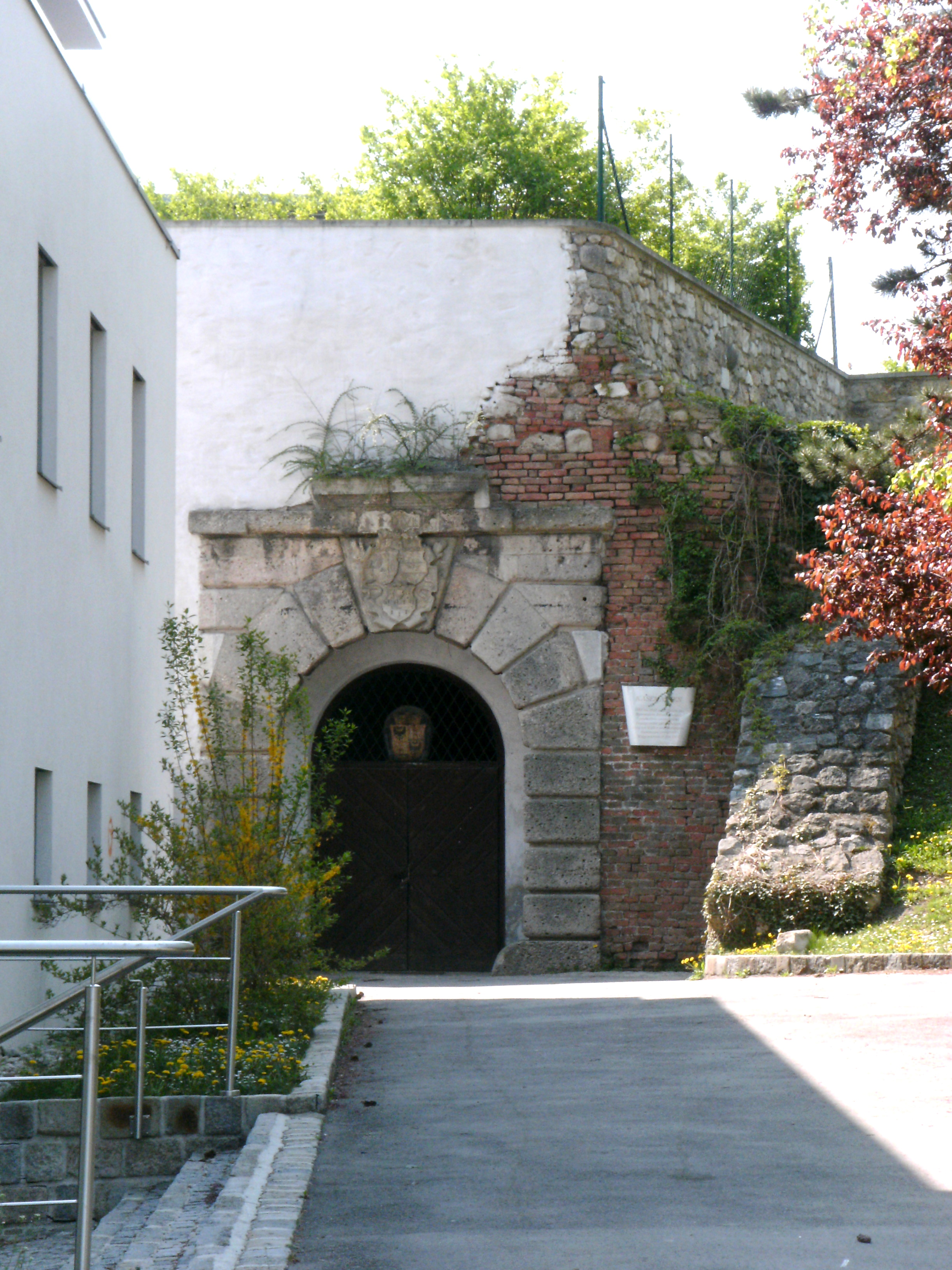
Steinportal aus 1557

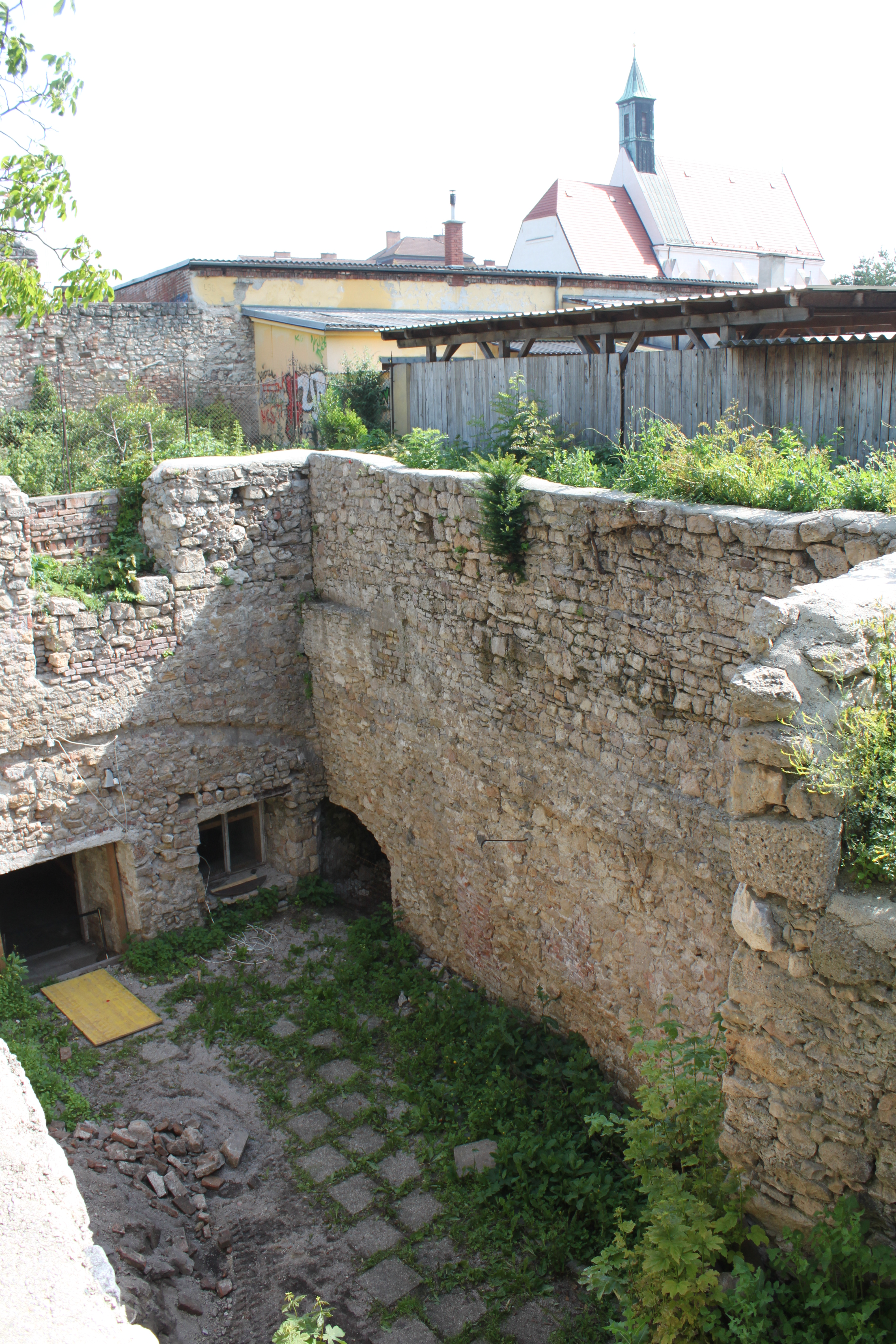
Ummauerter tiefer Hof, wohl ehedem überwölbt, rechts im Hintergrund die Kapuzinerkirche

Die Kasematten Wiener Neustadt bei der Südwestecke der Südmauer der Stadtbefestigung Wiener Neustadt befinden sich auf Bahngasse 27 in der Stadt Wiener Neustadt in Niederösterreich. Die Kasematten – eine einzigartige Anlage in Österreich – stehen unter Denkmalschutz.

## Geschichte
Beim Brüderturm der Südwestecke der im Ende des 12. Jahrhunderts begonnenen Stadtbefestigung von Wiener Neustadt wurde von 1551 bis 1557 mit dem Baumeister Hans Tscherte in der Südmauer mit Gewölbekellern Kasematten für die Einlagerung von Waffen ausgebaut. Die Keller als weiteres Waffenlager des Zeughauses wurde in Folge größerer Waffen in späteren Jahrhunderten weiter vertieft und ausgebaut. Von 1936 bis 1938 wurden die Keller für zivile Zwecke umgebaut und im Zweiten Weltkrieg wurden die Kasematten teilweise zerstört.
Lange Jahre waren die Kasematten für die Öffentlichkeit gesperrt. Für die Niederösterreichische Landesausstellung 2019 wurden sie als Ausstellungs- und Besucherzentrum hergerichtet.
Im März 2020 übersiedelte Anna Maria Krassnigg mit ihrem Theaterkonzept „wortwiege“ vom Kurhaus Thalhof in Reichenau an der Rax in die Kasematten.

## Architektur
In der Bahngasse befindet sich zurückgesetzt ein rustiziertes rundbogiges Steinportal mit der Jahresangabe 1557. Der Portalsteinkeil zeigt in der Wappenkartusche das Römische Reich, Österreich und das Stadtwappen mit 1557. Im Inneren befinden sich mehr als 20 Räume mit Bruchsteinmauerwerk, Quadermauerwerk und Ziegelmauerwerk mit Gewölben mit Böhmischen Kappen, Traversendecken, Ziegelkappengewölben, Tonnengewölben, Halbtonnengewölben. Die Belüftung wurde mit charakteristischen rundgemauerten Schächten in den Gewölbescheiteln geregelt.

## Revitalisierung und Neugestaltung
Da die Wiener Neustädter Kasematten ein bedeutender Teil der Niederösterreichischen Landesausstellung 2019 sind, wurde die bauhistorisch wertvolle Anlage einer Revitalisierung und Generalsanierung unterzogen. Am 9. November 2016 wurde das Ergebnis des internationalen Architektenwettbewerbes für das Projekt „Kasematten und Neue Galerie Wiener Neustadt“ präsentiert. Das architektonische Konzept sieht eine Verknüpfung von Geschichte und Gegenwart vor, die mit einem „Welcome Center“, dem „Kasematten-Pfad“, den „Kasematten-Hallen“, der „Neuen Galerie“ und einem Belvedere/Lapidarium umgesetzt werden soll. Die Bauarbeiten, in die das Land Niederösterreich 25 Millionen Euro investiert, wurden bis Ende 2018 abgeschlossen. Im Zuge der Restaurierung der Kasematten für die Landesausstellung wurden Teile einer Zwingermauer freigelegt.